# Précy-Saint-Martin
Précy-Saint-Martin település Franciaországban, Aube megyében. Lakosainak száma 179 fő (2022. január 1.). Précy-Saint-Martin Épagne, Lesmont, Précy-Notre-Dame, Saint-Christophe-Dodinicourt és Saint-Léger-sous-Brienne községekkel határos.

## Népesség
A település népessége az elmúlt években az alábbi módon változott:
| Lakosok száma | 206  | 194  | 203  | 213  | 192  | 190  | 187  | 185  | 183  | 179  |
|               | 1968 | 1982 | 1990 | 2006 | 2013 | 2015 | 2017 | 2019 | 2020 | 2022 |